# Niszczyciele typu 1911
Niszczyciele typu 1911 – określenie grupy typów niemieckich niszczycieli z okresu I wojny światowej, należących do trzech serii: V 1, G 7 i S 13, budowanych przez trzy stocznie, określanych też zbiorczo jako typ V 1 od pierwszego z okrętów. 24 z nich służyły w Cesarskiej Marynarce niemieckiej, a dwa w Grecji. Oficjalnie były klasyfikowane jako duże torpedowce. Część służyła także w marynarce niemieckiej w okresie międzywojennym, a po przebudowie jeszcze do zadań pomocniczych podczas II wojny światowej. Ostatni służył w marynarce ZSRR do lat 50.
Wyporność projektowa okrętów wynosiła około 570 ton, a pełna około 700 ton. Napędzały je turbiny parowe, pozwalające na osiąganie prędkości co najmniej 32 węzłów. Uzbrojenie stanowiły dwie armaty kalibru 88 mm, wymieniane następnie na 105 mm, i cztery wyrzutnie torpedowe.

## Historia powstania
Po zamówieniu licznej grupy 60 niszczycieli typu S 138 i pochodnych (określanych też jako typ 1906), budowanych w latach 1906–1911, Niemcy zamierzali zamówić 12 dalszych okrętów analogicznego typu, o kolejnych numerach 198–209. Jednakże, dowództwo niemieckiej marynarki wnioskowało o budowę mniejszych okrętów, które miałyby lepszą manewrowość. W efekcie powstał projekt pomniejszonego typu niszczycieli, określanego w części literatury jako typ 1911. Wyporność projektowa okrętów wynosiła około 570 ton, wobec 660 ton ostatnich jednostek typu 1906 (G 192), aczkolwiek była zbliżona do pierwszych jednostek typu 1906. Podobnie jak inne niemieckie okręty odpowiadające wielkością i charakterystykami zagranicznym niszczycielom, były one formalnie klasyfikowane jako duże torpedowce (niem. Große Torpedoboote).
W ramach budżetu na 1911 rok zamówiono 12 okrętów, po połowie w stoczniach Vulcan w Szczecinie (oznaczone literą V) i Germaniawerft w Kilonii (litera G), a w ramach budżetu na 1912 rok dalsze 12 okrętów w stoczni Schichau w Elblągu (litera S). Przydzielono im numery od początku – od cyfry 1, a w celu zwolnienia puli numerów, starsze torpedowce S 7 – S 57 przenumerowano z literą T. Koszt budowy wynosił niecałe 1,7 miliona marek za okręt. Okręty budowane w poszczególnych stoczniach różniły się w niewielkim stopniu i dlatego  w niektórych publikacjach są zbiorczo traktowane jako typ V 1.
Pierwszy z niszczycieli – V 1 został wodowany 11 września 1911 roku, pozostałe tego typu wodowano do stycznia 1912 roku. Ponieważ dwie jednostki stoczni Vulcan sprzedano w 1912 roku Grecji, stocznia ta zbudowała jeszcze w 1913 roku dwa okręty dla marynarki niemieckiej, o tych samych numerach V 5 i V 6. Pierwszy z okrętów stoczni Germania – G 7 wodowano 7 listopada 1911 roku, a ostatni G 12 15 lipca 1912 roku, natomiast pierwszy z okrętów Schichaua S 13 wodowano 7 grudnia 1911 roku, a ostatni S 24 28 czerwca 1913 roku.
Pomniejszone niszczyciele nie spełniły jednak oczekiwań z powodu pogorszonej dzielności morskiej i w kolejnych typach Niemcy powrócili do większych rozmiarów. Z uwagi na to, okręty tego typu miały w Niemczech przezwisko Lanskrüppel – kaleki Lansa, od admirała – szefa inspektoratu okrętów torpedowych.

## Opis

### Architektura i konstrukcja

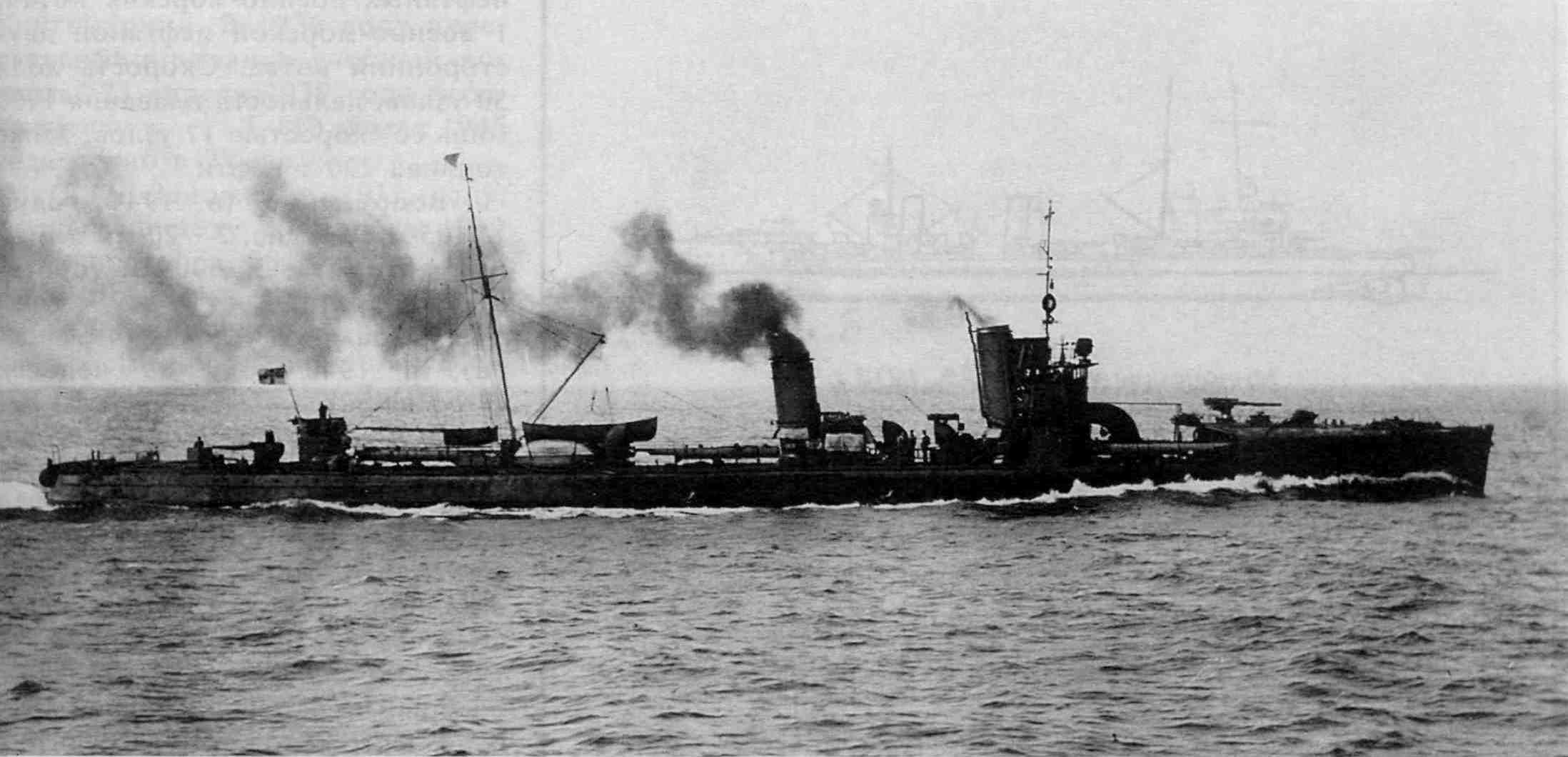
V 2 – początkowa sylwetka okrętów

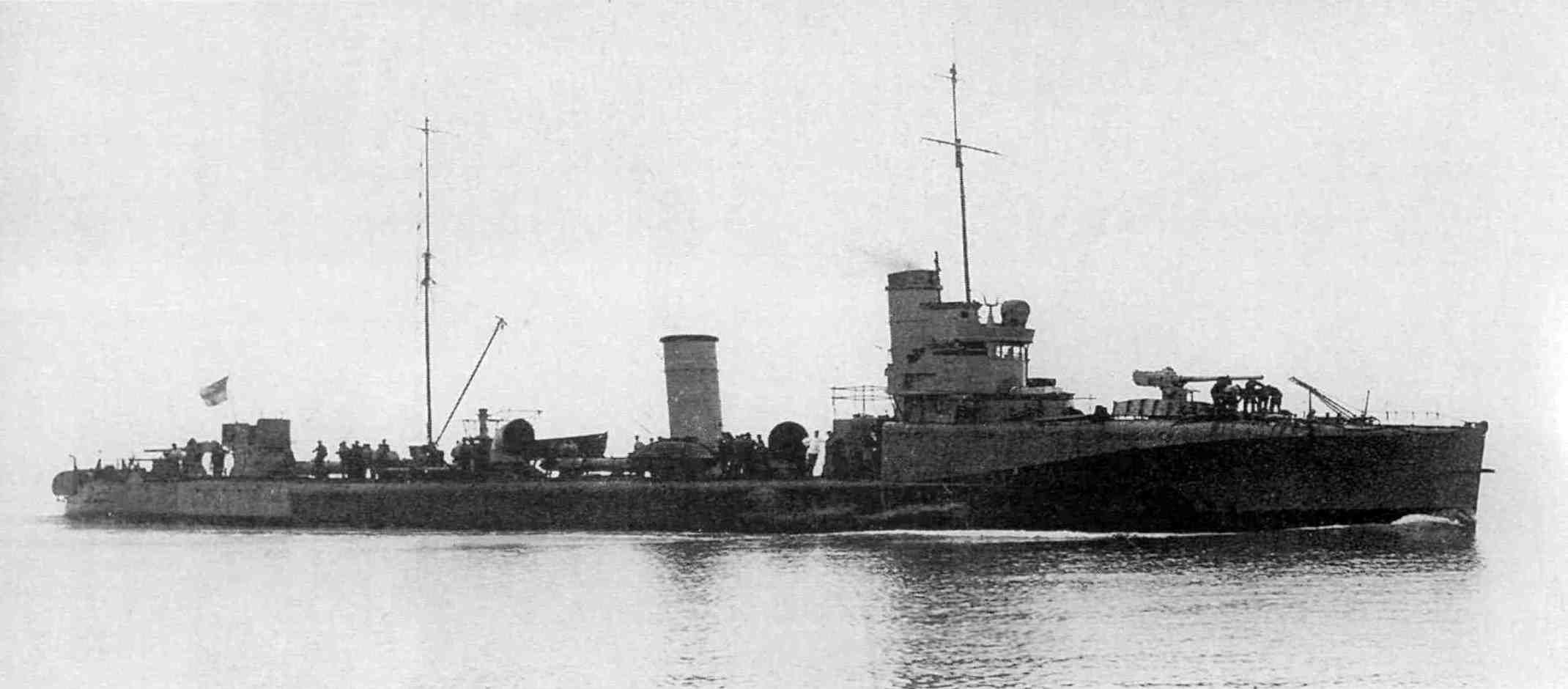
S 18 po modernizacji w latach 1916/1917

Okręty miały krótki podwyższony pokład dziobowy, na którym ustawione było działo, a dalej pokład się obniżał, tworząc „studnię” między uskokiem pokładu a niewielką nadbudówką dziobową na pokładzie głównym, umieszczoną tuż przed kominem. Jedynie V 6, zbudowany jako jeden z ostatnich, miał dłuższy pokład dziobowy z nadbudówką umieszczoną na nim, co poprawiło własności morskie. Sylwetkę niszczycieli uzupełniały dwa szeroko rozstawione lekko pochyłe kominy i mała pokładówka na rufie oraz dwa maszty. Typowe dla niemieckich niszczycieli z okresu I wojny światowej było ich malowanie w całości kolorem czarnym. Kadłub dzielił się grodziami na 12 przedziałów wodoszczelnych, a w przypadku serii S 13, na 10 przedziałów.
Wyporność projektowa wynosiła dla poszczególnych typów (V 1, G 7 i S 13) 569 t, 573 t i 568 t, natomiast wyporność pełna odpowiednio 697 t, 719 t i 695 t. Długość kadłuba wynosiła 71,1 m dla serii V 1 i 71,5 m dla pozostałych, a na linii wodnej było to odpowiednio 70,2 m i 71 m. Kadłub miał szerokość odpowiednio 7,6 m, 7,56 m i 7,43 m. Zanurzenie maksymalne wynosiło odpowiednio 3,11 m, 3,09 m i 3,15 m.

### Napęd
Okręty napędzane były przez dwie dwustopniowe turbiny parowe bez reduktorów, produkcji stoczni je budujących (w przypadku Vulcana były to turbiny AEG-Vulcan). Moc projektowa turbin wynosiła (w kolejności V 1, G 7, S 13): 17 000 KM, 16 000 KM i 15 700 KM, natomiast na mili pomiarowej badane okręty poszczególnych stoczni rozwinęły moc: 17 109 KM, 16 406 KM i 15 986 KM. Turbiny umieszczone były w dwóch przedziałach, a kotły w trzech kotłowniach. Początkowo okręty miały trzy kotły typu Marynarki opalane węglem i jeden opalany paliwem płynnym, o ciśnieniu roboczym 18 at (typ G 7) lub 18,5 at (pozostałe). Powierzchnia ogrzewalna dla poszczególnych typów wynosiła odpowiednio 1580, 1602 i 1637 m². Po przebudowie z lat 30. zastosowano w typie G 7 dwa kotły Marynarki i jeden dwustronny kocioł Marynarki, wszystkie opalane paliwem płynnym, o ciśnieniu roboczym 18 at i powierzchni ogrzewalnej 1923 m². Okręty napędzały dwie śruby o średnicy 208 cm (podtyp V 1) lub 200 cm (pozostałe). Miały klasyczny ster na rufie i chowany ster dziobowy. Prąd o napięciu 110 V dostarczały dwa turbozespoły o mocy 17 kW.
Projektowa prędkość maksymalna wynosiła 32 węzły lub 32,5 węzła dla typu S 13, natomiast poddawane próbom okręty przekroczyły ją, osiągając 32,9 węzła (Vulcan), 33 węzły (Germania) i 34 węzły (Schichau). Zapas paliwa wynosił początkowo odpowiednio 107 ton węgla i 78 ton mazutu, 110 ton i 80 ton oraz 108 ton i 72 tony. Pozwalał on na uzyskanie zasięgu odpowiednio 1190, 1150 i 1050 Mm przy prędkości 17 węzłów. Przy prędkości 29 węzłów zasięg spadał do 490 Mm dla okrętów Vulcana i 600 Mm dla okrętów Schichaua.

### Uzbrojenie
Uzbrojenie stanowiły początkowo dwa działa kalibru 88 mm o długości 30 kalibrów (L/30), od 1916 roku wymienione na ocalałych okrętach na dłuższe L/45. Zapas amunicji wynosił 200 nabojów. Od 1917 roku na czterech okrętach serii S 13, a od 1920 roku na pozostałych wymieniano armaty na działa kalibru 105 mm L/45. Niszczyciele miały początkowo cztery obrotowe wyrzutnie torpedowe kalibru 500 mm, z zapasem pięciu torped. Dwie były zainstalowane na burtach w „studni” przed nadbudówką, a pozostałe w osi symetrii na pokładzie na śródokręciu, za kominami, i w części rufowej. Mogły też stawiać do 18 min morskich. Po pierwszej przebudowie w latach 1916-1921 liczbę wyrzutni torped zmniejszano do dwóch w osi symetrii, z czterema torpedami. Uzbrojenie po modernizacji w latach 30. opisane jest dalej.

## Skrót służby podczas I wojny światowej

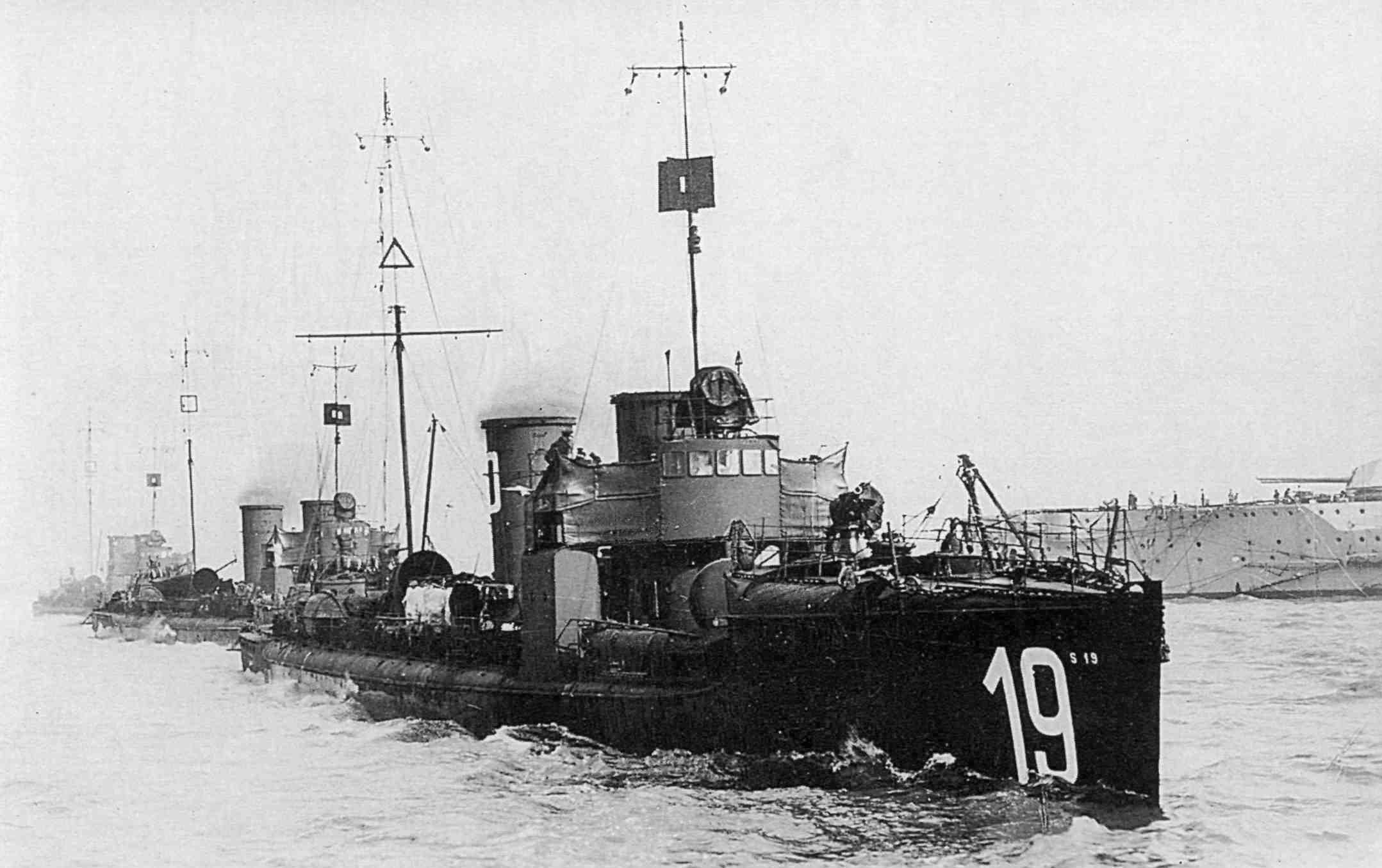
S 19 podczas I wojny światowej

Dla marynarki niemieckiej zbudowano okręty o numerach: V 1 – V 6, G 7 – G 12, S 13 – S 24. Jako pierwszy do służby wszedł V 1 – 12 stycznia 1912 roku, a następne od wiosny tego roku. Ponadto, dwa pierwotne niszczyciele V 5 i V 6 sprzedano przed ukończeniem w lipcu 1912 Grecji.
Wszystkie 24 niemieckie okręty weszły do służby w latach 1912–1913 i służyły na niemieckich wodach podczas I wojny światowej, w trakcie której zatonęło 10 z nich, a jeden wycofano ze służby po uszkodzeniu. Najwięcej zatonęło na minach na Morzu Północnym: S 22 – 26 marca 1916 roku, S 17 – 16 maja 1917 roku, S 16 – 20 stycznia 1918 roku, G 9 – 3 maja 1918 roku, ponadto S 15 został 21 sierpnia 1917 roku uszkodzony na minie, po czym wycofany ze służby. V 4 zatonął podczas bitwy jutlandzkiej 1 czerwca 1916 roku, storpedowany przez brytyjski niszczyciel HMS „Moresby”, a S 20 został zatopiony przez brytyjskie okręty 5 czerwca 1917 roku u wybrzeży Flandrii. Ponadto cztery utracono w wypadkach: S 21 zatonął 21 kwietnia 1915 roku na Morzu Północnym po kolizji z krążownikiem „Hamburg”, G 12 zatonął 8 września 1915 roku na Morzu Północnym po kolizji z niszczycielem V 1, S 13 zatonął 6 listopada 1914 roku na Morzu Północnym na skutek wybuchu własnej torpedy, a S 14 zatonął 19 lutego 1915 roku w estuarium Jade na skutek wybuchu wewnętrznego. Cztery okręty: S 15, S 18, S 20 i S 24 zostały w latach 1916-1917 poddane przebudowie polepszającej ich własności morskie i uzbrojenie, opisanej dalej.
Greckie okręty otrzymały nazwy „Nea Genea” i „Keravnos” i brały udział w wojnie bałkańskiej. Podczas I wojny światowej, w latach 1916-1917 były przejęte i używane przez marynarkę francuską, po czym zwrócone. Zostały wycofane w 1919 roku, a złomowane w 1927 roku.
Po wojnie, w składzie niemieckiej marynarki Reichsmarine pozostawiono jedynie stare niszczyciele, o mniejszej wartości bojowej, w tym 12 jednostek typu 1911: V 1, V 2, V 3, V 5, V 6, G 7, G 8, G 10, G 11, S 18, S 19, S 23, będących najnowszymi z ogółem 24 niszczycieli pozostawionych Niemcom po wojnie. Ostatni z niszczycieli, które przetrwały wojnę, S 24 został w 1920 roku przejęty przez Wielką Brytanię, lecz w tym roku wszedł na mieliznę, po czym został złomowany.

## Modernizacje i dalsza służba

### I przebudowa

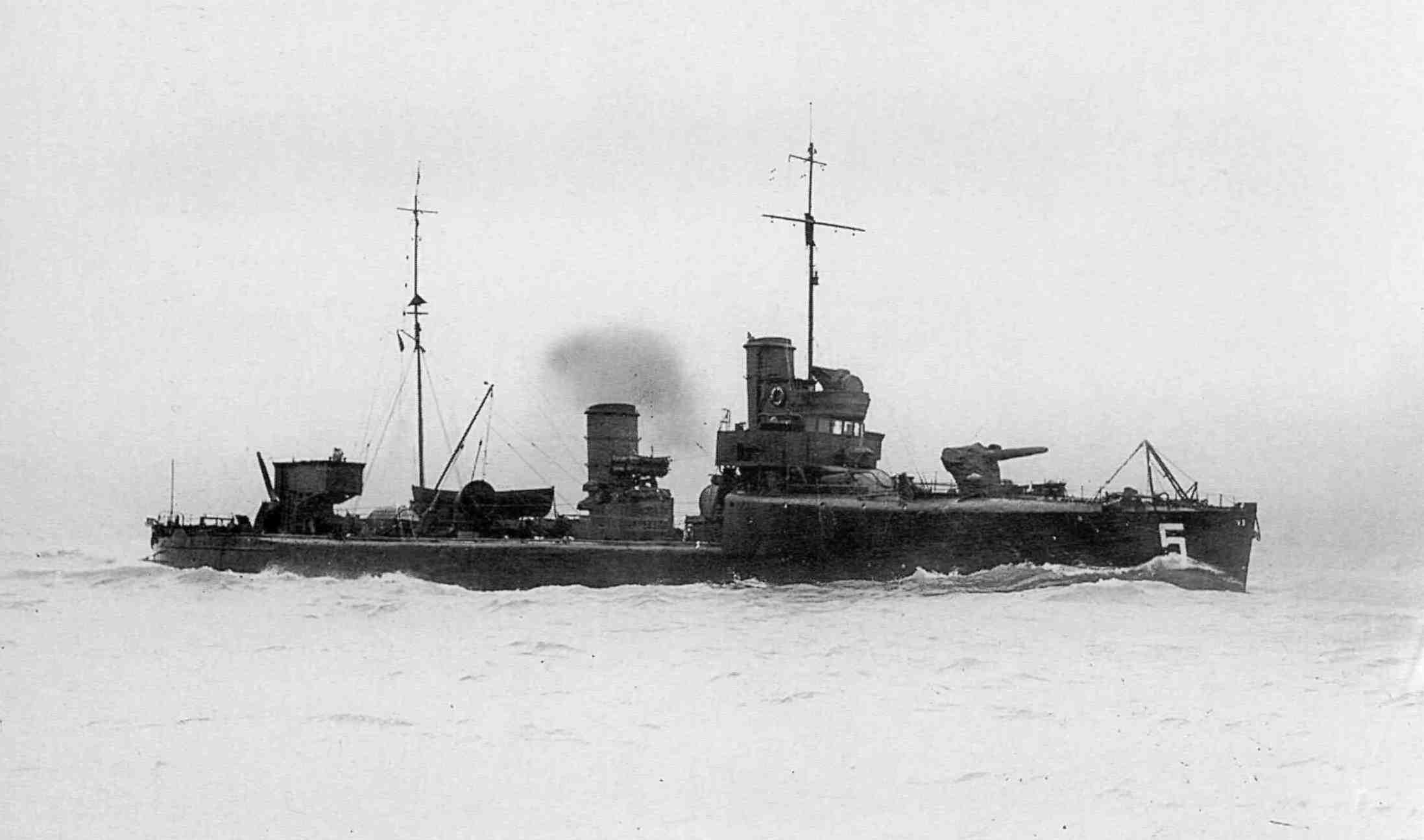
V 5 po przebudowie w latach 20.

S 15, S 18, S 20 i S 24 zostały jeszcze podczas wojny w latach 1916-1917 przebudowane w stoczni Marynarki w Wilhelmshaven przez wydłużenie pokładu dziobowego i podniesienie nadbudówki, w celu zwiększenia dzielności morskiej oraz zasięgu. Wzmocniono również artylerię przez zamianę dział kalibru 88 mm na dwa działa kalibru 105 mm, natomiast na skutek zabudowania miejsca burtowych wyrzutni torped za pierwotnym pokładem dziobowym, liczba wyrzutni torpedowych zmalała z czterech do dwóch. Podwyższono też przedni komin o 1,2 m. Dzięki zwiększeniu zapasu węgla ze 108 do 146 ton, zasięg wzrósł o ponad połowę, do 1700 Mm przy prędkości 17 węzłów. Wyporność projektowa okrętów wzrosła do 650 ton, a pełna do 749 ton.
Po wojnie, w latach 1920-1922 pozostałe w służbie niszczyciele przeszły analogiczną przebudowę w tej samej stoczni, przy czym okręty poszczególnych serii różniły się nieco formą dobudowanego pokładu i burt. Zapas węgla dla serii V 1 wzrósł do 150 ton i dla serii G 7 do 156 ton, a zasięg wzrósł odpowiednio do 1750 i 1800 mil morskich przy prędkości 17 węzłów. Wyporność projektowa wzrosła odpowiednio do 670 i 660 ton, a pełna do 753 i 775 ton.

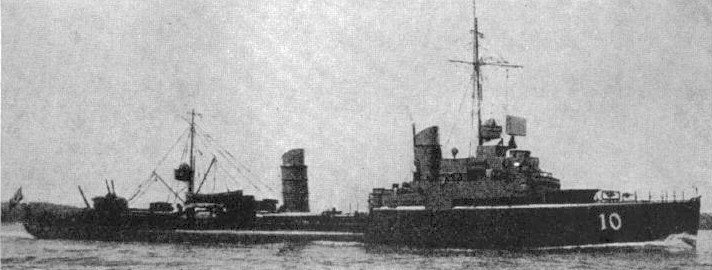
G 10 po ostatniej przebudowie pod koniec lat 30.

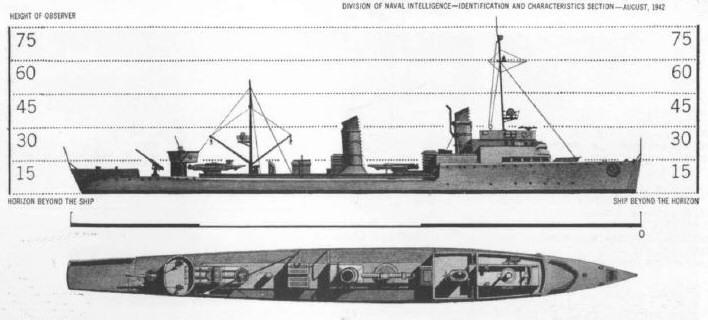
Sylwetka okrętów typu G 7 (T 107) po ostatniej przebudowie pod koniec lat 30.

W 1929 roku wycofano ze służby wszystkie niszczyciele serii V 1 (V 1, V 2, V 3, V 5, V 6), a w 1931 roku – S 18 i S 19. S 23 został już w 1932 roku przeklasyfikowany na torpedowiec i przemianowany na T 23, a w 1939 roku na T 123 „Komet”. Służył jako okręt kierujący zdalnie sterowanego okrętu-celu „Hessen”, a od 1943 roku jako poławiacz torped. Po wojnie został przejęty przez ZSRR.

### II przebudowa
Cztery pozostałe niszczyciele serii G 7 (G 7, G 8, G 10 i G 11) przeszły drugą większą przebudowę w latach 1928-1931, kiedy zamieniono kotły na trzy nowoczesne, opalane paliwem płynnym, przy tym wydłużając okręty o ponad 4 metry i jeszcze przedłużając pokład dziobowy aż za pierwszy komin. Zmianie i unowocześnieniu uległa przez to ich sylwetka. Wyporność projektowa wzrosła do 772 ton, a pełna do 884 ton, natomiast długość do 76,1 m całkowita i 75,7 m na linii wodnej. Zapas paliwa wynosił 220 t. Zasięg wzrósł do 1900 Mm przy prędkości 17 węzłów, natomiast prędkość maksymalna nieco zmalała do 30 węzłów.
Od 1936 roku zmieniono ich przeznaczenie na okręty szkolne. 23 kwietnia 1939 roku zmieniono oznaczenia okrętów na odpowiadające torpedowcom, z G 7 na T 107, G 8 na T 108, G 10 na T 110 i G 11 na T 111. W toku dalszej modernizacji, około 1937 roku wydłużono do przodu i unowocześniono nadbudówkę dziobową, usuwając armatę z pokładu dziobowego. Ostateczne uzbrojenie okrętów obejmowało 1 działo 105 mm na rufie, 2 działka przeciwlotnicze 20 mm oraz trzy wyrzutnie torpedowe 500 mm (jedna pojedyncza i jedna podwójna).
Okręty te służyły podczas II wojny światowej do celów pomocniczych. Utracono dwa, pod koniec wojny (T 111 zbombardowany 3 kwietnia 1945 roku w Kilonii i T 110 zatopiony 5 maja 1945 roku w Travemünde). T 107 został przejęty przez ZSRR i służył we flocie radzieckiej od 1946 do 1950 pod nazwą „Porażajuszczij”, następnie został przekształcony w hulk szkolny „Kazanka” i ostatecznie skasowany w 1957 roku. T 108 został przejęty przez Wielką Brytanię, lecz nie wszedł do służby.